# Hrvatska starokatolička crkva sv. Križa u Zagrebu
Crkva sv. Križa je starokatolička crkva koja se nalazi u zagrebačkoj četvrti Donji grad u Branimirovoj ulici, u neposrednoj blizini Zagrebačkog Glavnog kolodvora. Crkva je u funkciji starokatoličkog sakralnog objekta od 1924. godine.

## Povijest
Crkva sv. Križa pripada Župi Svetog Križa koje je bila osnovana u srpnju 1922. godine. Prvi župnik bio je Ivan K. Cerovski. Godine 1924. za svoje potrebe župa je preuredila crkvu u Branimirovoj ulici. To nije bila nova građevina nego bivša kapelica kojom se nekoć koristila mađarska škola, a zatim je korištena kao skladište jugoslavenih željeznica. S obzirom na činjenicu da je u to vrijeme starokatolička crkva brojila više od 700 članova (a taj broj do 1937. godine raste na preko 5000 vjernika) crkva u Branimirovoj je bila premala i razmišljalo se o izgradnje veće crkve. Izgradnja nove crkve bila je predviđena na prostoru današnje koncertne dvorane Vatroslava Lisinskog, ali taj se plan nije realizirao.
U tridestim godinama 20. stoljeća u Zagrebu su također djelovali Hrvatska starokatolička zadruga za štednju i predujam, Hrvatsko starokatoličko dobrotvorno društvo i Hrvatski starokatolički klub.

## Galerija
- Pogled na svetište
- Oltar
- Pogled prema koru i izlazu
- Unutrašnjost crkve
- Unutrašnjost crkve
- Unutrašnjost crkve